# Beowulf cluster
Beowulf cluster byl projekt, který začal v roce 1994 na pracovišti CESDIS (Center of Excellence in Space Data and Information Sciences), které je součástí Goardova centra vesmírných letů NASA. CESDIS bylo sponzorováno z projektu ESS (Earth and Space Sciences) k jehož úkolům patří i výzkum masivně paralelních počítačů. Thomas Sterling a Donald Becker, dva zaměstnanci CESDIS, od konce roku 1993 pracovali na návrhu paralelního počítače postaveného pouze z běžně dostupných (levných) komponent (Commodity of the Shelf; zkr. COTS) a volně šiřitelného softwaru. Výsledkem jejich snahy byl cluster (multipočítač) složený ze šestnácti PC s procesory 486DX4 propojených upraveným 10Mb „vícekanálovým“ Ethernetem — Fast Ethernet a ethernetové přepínače byly tehdy poměrně nákladnou záležitostí, proto Donald Becker přepsal ovladače Linuxového jádra tak, aby komunikace mezi jednotlivými nody mohla být rozložena do dvou a více ethernetových sítí. Stroj a s ním i celý projekt byly pojmenovány podle hrdiny anglosaského eposu ze šestého století: Beowulf.
Zpráva o úspěchu projektu se rychle rozšířila skrz NASA do akademických a vědeckých kruhů a projekt se nejen rozrůstal, ale získal i mnoho následovníků. Pro počítače tohoto druhu se vžilo označení „Beowulf Class Cluster Computer“. S nárůstem výkonu a schopností počítačů PC a operačního systému Linux, který na Beowulf clusterech dominuje (místo něj se v poslední době objevují i jiné systémy, jako FreeBSD) se odpovídajícím způsobem posunují i možnosti počítačů typu Beowulf a stávají se konkurencí pro malosériové superpočítače.
Komunita kolem projektu Beowulf se neustále vyvíjí a podobně jako linuxová komunita sestává z volně organizované konfederace vědců a vývojářů, kteří se společně podílejí na dalším zlepšování a rozšiřování projektu. Každá organizace má vlastní požadavky na využití paralelních počítačů a proto se i Beowulf clustery liší od obrovských strojů s mnoha sty uzly postavených na nejvýkonnějších procesorech Pentium 4 nebo Alpha, určených pro nasazení pro nejnáročnější vědecké výpočty, až po několikauzlové stroje z „recyklovaných“ komponent, používané pro výuku paralelního programování a testovací účely. Důležitým faktorem pro současný rychlý nárůst výkonu počítačů typu Beowulf je především snižováním ceny a zvyšování dostupnosti vysokorychlostních síťových prvků, ale i zkvalitňování GNU softwaru, na kterém Beowulf stojí, a to nejen operačních systémů, ale i ostatních softwarových produktů – middleware pro zasílání zpráv a překladačů programovacích jazyků (hlavně C, C++ a Fortran).